# Connor Barwin
Connor Alfred Barwin (Southfield, 15 ottobre 1986) è un dirigente sportivo ed ex giocatore di football americano statunitense che ha militato nel ruolo di outside linebacker nella National Football League (NFL). Attualmente svolge il ruolo direttore dello sviluppo giocatori dei Philadelphia Eagles. Fu scelto nel corso del secondo giro (46º assoluto) del Draft NFL 2009 dagli Houston Texans. Al college ha giocato a football all’Università di Cincinnati.

## Carriera professionistica

### Houston Texans

#### 2009-2010
Barwin fu scelto nel corso del giro del Draft 2009 dagli Houston Texans. Il 19 ottobre 2009, Barwin mise a segno il suo primo sack contro i Cincinnati Bengals ai danni di Carson Palmer. Nella sua stagione da rookie disputò tutte le 16 partite della stagione regolare, nessuna delle quali come titolare, mettendo a segno 18 tackle e 4,5 sack.
La stagione 2010 di Barwin finì già nella gara di debutto contro gli Indianapolis Colts a causa di un infortunio alla caviglia.

#### 2011
La stagione 2011 di Barwin fu molto produttiva con l'assenza per infortunio della stella di Texans, l'OLB Mario Williams. Barwin stabilì il suo primato in carriera con 10 tackle e il record di franchigia di Houston con 4 sack nella vittoria per 20–13 sui Jacksonville Jaguars all'EverBank Field il 27 novembre. Il precedente record era detenuto proprio da Williams con 3,5 sack. Connor concluse la stagione giocando tutte le 16 gare come titolare con 47 tackle e ben 11,5 sack, tra cui uno su Blaine Gabbert che causò una safety contro i Jaguars.

### Philadelphia Eagles
Il 14 marzo 2013, Barwin siglò un contratto di sei anni del valore di 40 milioni di dollari coi Philadelphia Eagles. La sua prima stagione in Pennsylvania terminò con un primato personale di 59 tackle, oltre a 5 sack.
Nel Monday Night Football della settimana 10 della stagione 2014, Barwin mise a segno un massimo stagionale di 3,5 sack ai danni di Cam Newton nella vittoria sui Panthers. A fine mese fu premiato come miglior difensore della NFC di novembre in cui guidò la conference con 6,5 sack, oltre a 19 tackle, 3 passaggi deviati e un fumble forzato, con gli Eagles che ebbero un record parziale di 4-1. La sua stagione si chiuse al quarto posto nella NFL con 14,5 sack, venendo convocato per il primo Pro Bowl in carriera, inserito nel Second-team All-Pro e inserito al 58º posto nella NFL Top 100, la classifica dei cento migliori giocatori dell'anno.

### Los Angeles Rams
Il 16 marzo 2017, Barwin firmò un contratto annuale del valore di 6,5 milioni di dollari con i Los Angeles Rams.

## Palmarès
- Convocazioni al Pro Bowl: 1

2014
- Second-team All-Pro: 1

2014
- Difensore della AFC del mese: 1

settembre 2011
- Difensore della NFC del mese: 1

novembre 2014

## Statistiche
| Partite totali      | 113  |
| Partite da titolare | 95   |
| Tackle totali       | 320  |
| Sack                | 50,5 |
| Intercetti          | 1    |
| Fumble forzati      | 6    |

Statistiche aggiornate alla stagione 2016